# Salvelinus jacuticus
Salvelinus jacuticus és una espècie de peix de la família dels salmònids i de l'ordre dels salmoniformes.

## Alimentació
Menja larves i pupes de quironòmids.

## Hàbitat
Viu en zones d'aigües temperades.

## Distribució geogràfica
És un endemisme dels petits llacs de muntanya que es troben al delta del riu Lena (Rússia).